# リチャード・B・フランク
リチャード・B・フランク（英語: Richard B. Frank 1947年 - ）は、アメリカの弁護士、軍事史家。カンザス州出身。
1969年にミズーリ大学を卒業。その後アメリカ陸軍に入隊し、少尉に任官する。第101空挺師団の小隊長として、ベトナム戦争に4年間従軍。1976年、ジョージタウン大学ローセンターを卒業。
太平洋戦争に関する著作や記事を発表している。

## 著作
- Guadalcanal: The Definitive Account of the Landmark Battle (1990)
- Downfall: The End of the Imperial Japanese Empire (1999)
- MacArthur (2007)
  - 『マッカーサー　20世紀アメリカ最高の軍司令官なのか』

ブライアン・ウォルシュ監訳、ウォルシュあゆみ訳、中央公論新社〈中公選書〉, 2024年
- "No Bomb, No End", in What If? 2 (2001)
- "Why Truman Dropped the Bomb", ウィークリー・スタンダード（英語版）, (2005): p. 20.
- "George Polk's Real World War II Record", ウィークリー・スタンダード（英語版）, (2007)